# اوبان (سکه طلا)

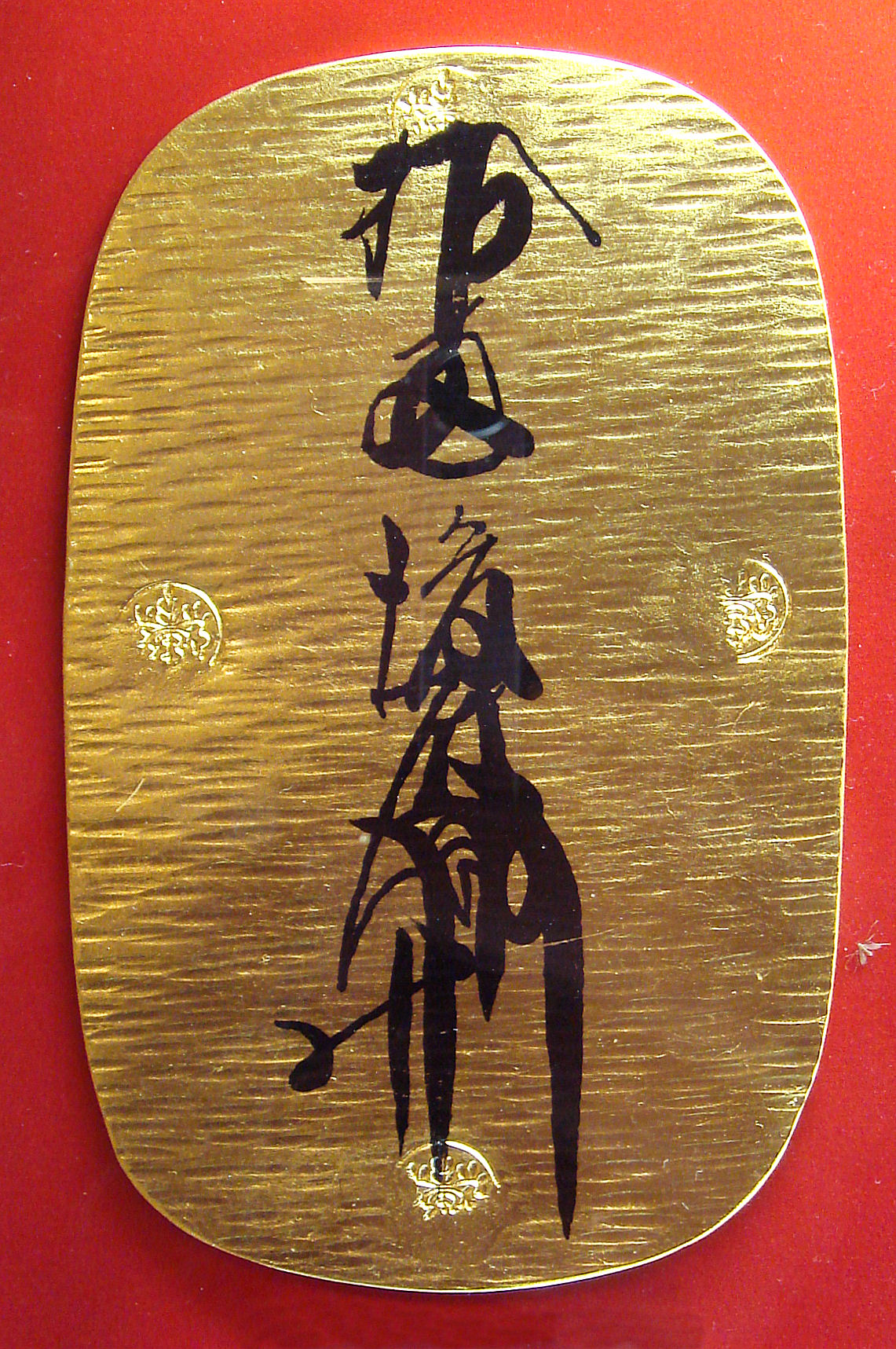

اوبان (به ژاپنی: 大判 Ōban) یک ورق طلای بیضوی طلا و بزرگترین واحد ضرب سکه توکوگاوا بود. ضرب سکه توکوگاوا مطابق با یک استاندارد پولی سه‌گانه و با استفاده از سکه‌های طلا، نقره و برنز که هر کدام دارای نام‌های خاص خود بودند کار می‌کرد.
اولین اوبان - تنشو اوبان - توسط خاندان گوتو به دستور تویوتومی هیده‌یوشی ضرب شد. 
تنشو اوبان معادل ده ریو (سکه طلا) یا ده کوبان (سکه طلا) بود و ۱۶۵ گرم وزن آن بود.